# Стартъп
 За други значения вижте Стартъп (пояснение).
Стартъп (от английски: startup company, startup, букв. „стартиращ“) е компания с кратка история на основната ѝ дейност.. Терминът за пръв път е използван в списанията Forbes през август 1976 г. и Business Week през септември 1977 г.. Понятието се утвърждава в езика през 1990-те години и получава широко разпространение по време на възникването на икономическия дот-ком балон. Стартъпът е търговски проект, основан на определена идея и изискващ финансиране за развитието си.

## Понятието
Създателят на методиката за развитие на клиентите (на английски: customer development), американският предприемач Стивън Бланк определя стартъпите като временни структури, съществуващи за търсенето на възпроизводим и мащабируем бизнес-модел. Авторът на книгата „Lean Startup“ („Икономичният стартъп“) и идеолог на интерактивния подход в предприемачеството Ерик Рис отбелязва, че стартъп може се нарече организация, създаваща нов продукт или услуга (продуктова иновация) в условията на висока неопределеност. Предприемачът, рисков капиталист и есеист, основател на бизнес ускорителя Y Combinator Пол Грем смята бързия ръст за главна характеристика на стартъпите (4% до 7% за седмица по ключов показател). Подкрепя го съоснователят на PayPal, първи инвеститор на Facebook Питър Тил. Ако стартъпът се окаже в състояние на стагнация, то той се превръща в компания зомби.
Като формални критерии за участниците в рейтингите на стартъпите обикновено се приемат възрастта на компанията, персоналът (щат, брой служители), печалбата и нейният ръст, наукоемкият характер на продукта, контролът на основателите върху компанията и оценката на потенциала на компанията от експертно жури. Пол Грем обаче твърди, че наличието на технологична иновация и рисково финансиране нямат значение, а малката възраст не прави компанията стартъп.. Честото използване на термина в контекста на технологичните компании характеризира ролята на технологиите за осигуряване на устойчив растеж, но не предполага технологичният характер да е задължителна характеристика на стартиращите компании.
Някои стартъпери разглеждат стартъпите като културен феномен – общи ценности за всички членове на отбора и усещане за значимостта на приноса на всеки сътрудник. Те твърдят, че опазването на тази култура позволява да се приеме колективът като стартъп извън зависимостта от размера и контрола на основателите върху компанията.
В последно време стартъпът често се разглежда от гледна точка на краудфъндинга – това е проект, създаден от стартъпери с цел набиране на колективни средства за реализация на общи ценности.
Сред топ причините за провал на стартъпите се считат фактори като неизграден бизнес модел, неподходящ тайминг, липса на финансиране, слаб продукт, грешен подбор на екип и други.